# Korsgaard
Korsgaard er efternavn som bliver båret af flere personer:
- Christine Korsgaard (en) (født 1952), amerikansk filosof, specialist i etik
- Jeppe Jul Korsgaard (født 1997), dansk ishockeyspiller
- Lasse Jul Korsgaard (født 1994), dansk ishockeyspiller
- Lea Korsgaard (født 1979), dansk journalist
- Mads Korsgaard (født 1979), dansk skuespiller
- Mette Korsgaard (født 1958), dansk journalist
- Ove Korsgaard (født 1942), dansk lærer, forfatter og professor i pædagogik
- Thomas Korsgaard (født 1995), dansk forfatter
- Vagn Korsgaard (1921-2012), dansk ingeniør og opfinder